# Mioara Cortez
Mioara Cortez (n. 6 februarie 1949, Iași, România) este o soprană română, SPINTO, fostă prim-solistă a Operei Naționale Române din Iași și profesoară de canto la Școala Populară de Artă și Universitatea de Arte „George Enescu” din Iași între 1984 și 2000.  

## Biografie
Mioara Cortez este sora mai mică a mezzosopranei Viorica Cortez de la Opera Garnier din Paris, supranumită cea mai mare Carmen a secolului XX, și a profesoarei de pian Ștefania Șerban din Iași. Are un fiu Ștefan, membru al Corului Filarmonicii din Iași. Este stabilită la Montreal în Canada împreună cu soțul său, Constantin Mardare, inginer, și predă cursuri private de canto și Master Class. 
La Școala Populară de Artă din Iași a avut-o ca elevă pe soprana Elena Moșuc. Debutul studiilor muzicale s-a întâmplat la Iași cu soprana Aneta Pavalachi, la București cu soprana Arta Florescu la Conservatorul de Muzică „Ciprian Porumbescu”, între anii 1973 și 1978, și la Milano intre 1971 și 1973, la Conservatorul de Muzică „Giuseppe Verdi”, cu soprana Rosetta Noli (1922-2018). A debutat in rolul Desdemonei din opera Otello de Verdi în anul 1973 la Scala din Milano. 
În 1981 a obținut Marele Premiu „Riccardo Stracciari” la Concursul Internațional de canto de la Bologna (Italia). Datorita acestui premiu, a debutat în rolul Mimi din Boema de Puccini, la Bologna, într-o serie de spectacole care au reprezentat începutul carierei sale internaționale de mare succes.

### Repertoriu
Roluri de operă : Norma (Norma de Bellini (opera), Poppaea (L'incoronazione di Poppea de Monteverdi ), Martha ( din opera Tiefland de d'Albert), Micaëla (Carmen de Bizet ), Iphigénie (Iphigénie en Tauride de Gluck), Mimi ( Boema de Puccini ), Amelia ( Bal mascat  de Verdi )  Leonora ( Trubadurul de Verdi ), Leonora ( Forta Destinului - de Verdi ), Elvira ( Ernani - de Verdi ), Floria Tosca (Tosca de Puccini ), Sister Angelica (Suor Angelica), Turandot ( Turandot de Puccini) , Aida ( Aida de Verdi ), Santuzza din Cavaleria Rusticana de Mascagni ), Giulietta (din opera Povestirile lui Hoffman de Offenbach ) , Margherita si Elena (din opera Mefistofeles de Boito),  Wolf Ferrari - I quatro rusteghi (Felice) ;
Repertoriu vocal : Beethoven - Simfonia a IX-a, Mozart - Requiem; Missa  incoronazione; Pergolesi - Stabat Mater; Verdi - Requiem; Wagner - Tannhauser ;  Ceaikovski; Brahms; Debussy; Poulenc; Respighi; Schubert; Strauss; Enescu; Jora; Popovici; Porumbescu, etc., lieduri, muzica preclasica.
Turnee și spectacole : România : (Iași, București, Cluj, Timișoara, Constanta) , Italia (Milano, Napoli, Bologna, Cagliari), Franța (Paris, Nisa, Marsilia), Germania (Berlin, Erfurt, Trier etc.), Letonia (Riga), Bulgaria (Sofia), Republica Ceha (Praga), Polonia (Varșovia), Luxemburg, Grecia (Atena), Ungaria (Budapesta), Olanda (Amsterdam), Elveția (Zurich, Winterthur), Serbia (Belgrad), Japonia (Tokyo, Tsukuba, Hiroshima, Mito, Nagano, Omiya, Yokohama) , America de Nord – Canada (Montréal).

### Discografie
Discuri : Electrecord România : Crai nou de Ciprian Porumbescu, Arii din opere - 1989 -  ST-ECE 03531 , O noapte furtunoasă - de Paul Constantinescu. 3 CD - Japonia
A înregistrat prima ediție integrală pe disc la Electrecord - 1981, la TVR în regia lui Marianti Banu și la Radio România a operetei Crai Nou de Ciprian Porumbescu - compusă în 1882,  în care interpreteaza rolul Dochitei alături de tenorul Ionel Voineag, Nicolae Sasu, Eugen Fanateanu, Marina Mirea, Nicolae Simulescu și de dirijorul Carol Litvin.

## Distincții
- 1981: Marele Premiu „Riccardo Stracciari” la Concursul Internațional de canto de la Bologna
- 2004 : Medalia de Aur oferită de Primul Ministru al Japoniei Tsutomu Hata pentru activitatea pedagogică și concertistică din Japonia în anul 2004
- 2004: Comandor al Ordinului „Meritul cultural” al României